# Mirinätverket
Mirinätverket  är ett släktbaserat kriminellt nätverk där många och ledande personer tillhör en släkt/klan med samma namn. Att släktnamnet används som beteckning på det kriminella nätverket innebär inte att klanen som sådan är kriminell eller att alla dess medlemmar ingår i det kriminella nätverket.
Klanen Miri tillhör folkgruppen mhallami och kom på 1980-talet som flyktingar från Inbördeskriget i Libanon till Europa, framför allt Tyskland. Av dessa bor 3 500 i Bremen. I hela landet sägs de vara uppemot 8 000.  

## Kriminell verksamhet i Tyskland
En del av klanens medlemmar är verksamma inom organiserad brottslighet, framför allt i Niedersachsen. De som är kriminella sysslar med snatteri, utpressning, narkotikahandel, vapenhandel m.m. De erkänner inte polisens och domstolars auktoritet. Som en följd därav har de sedan 2012 i ökande grad hotat tyska tjänstemän inom rättsväsendet. Enbart i Bremen omsätter de 50 miljoner euro på narkotikahandeln.
I oktober 2018 arresterades fyra bröder ur klanen i en polisrazzia i Bochum, Herne, Essen och Sachsen misstänkta för narkotikabrott.

## Ibrahim Miri
En tidig morgon i juli 2019 greps Ibrahim Miri, klanens ledare som vistats illegalt i Tyskland under 13 år, i sitt hem nära stationen i Bremen av specialstyrkan GSG-9 och transporterades med helikopter till Berlin-Schönefelds flygplats och deporterades till Libanon. Gripandet kunde genomföras utan att de i området annars vanliga alarm-telefomkedjorna kunde kalla på förstärkning för att försvåra polisens arbete. Miri var 2019 misstänkt för runt 150 brott varav flera misstankar om narkotikahandel, utpressning och kidnappning samt ledare av den förbjudna MC-klubben Mongols MC. Tyska myndigheter försökte utvisa Miri under två decennier. Deportationen kunde genomföras då libanesiska myndigheter samarbetade med sina tyska motsvarigheter. Flera detaljer förblev okända med Ibrahim Miri, till exempel hans ålder och vilka medborgarskap han hade. Ibrahim hade registrerat fyra olika alias hos tyska myndigheter.
År 2014 dömdes Ibrahim Miri för narkotikahandel till ett sexårigt fängelsestraff men släpptes i december 2018 i förtid.
I oktober 2019 återvände Ibrahim Miri till Bremen där han sökte asyl, fastän han hade inreseförbud till landet. Som motiv till sin asylansökan angav han att han var inblandad i en konflikt gällande blodshämnd i Libanon. Det förmodades att han hade rest in i Tyskland illegalt. Han sattes i förvar för de som ska utvisas (tyska: Abschiebehaft). I november 2019 meddelade inrikesminister Horst Seehofer att Ibrahim Miris asylansökan hade avslagits. Den 23 november deporterades Ibrahim Miri på nytt.